# 希什塔羅沃茨鄉
46°01′N 21°44′E / 46.017°N 21.733°E
希什塔羅沃茨鄉（羅馬尼亞語：Comuna Șiștarovăț, Arad），是羅馬尼亞的鄉份，位於該國西部，由阿拉德縣負責管轄，面積123平方公里，海拔高度195米，2011年人口358，人口密度每平方公里3人。